# 水塔山街道
水塔山街道，是中华人民共和国新疆维吾尔自治区乌鲁木齐市水磨沟区下辖的一个街道办事处。
2016年，乌鲁木齐市人民政府批复同意设立水塔山街道办事处。

## 行政区划
水塔山街道下辖以下地区：
花苑社区、团结社区、新纺社区、温泉西路社区、清泉社区、南山社区、团结北社区、水塔山社区、怡和社区和苇湖庄社区。